# 709
سنة 709 م كانت سنة بسيطة تبدأ يوم الثلاثاء (الرابط يظهر نموذج التقويم الكامل للسنة) من التقويم اليولياني. بدأت تسمية السنة ب709 منذ العصور الوسطى المبكرة، عندما أصبح تقويم أنو دوميني هو الأسلوب السائد في أوروبا لتسمية السنوات.

## أحداث
- نهاية الفتح الإسلامي للمغرب في 709 والتي بدأت في 643.

## مواليد
- الإمبراطور كونين
- حفص بن سليمان الكوفي راوي (قرآن)
- خالد بن برمك

## وفيات
- خالد بن يزيد بن معاوية